# Беньяміно Віньйола
Беньяміно Віньйола (італ. Beniamino Vignola, нар. 12 червня 1959, Верона) — італійський футболіст, що грав на позиції півзахисника.
Виступав, зокрема, за клуби «Авелліно» та «Ювентус», а також молодіжну збірну Італії.
Чемпіон Італії. Переможець Ліги чемпіонів УЄФА. Володар Кубка Кубків УЄФА. Володар Суперкубка УЄФА.

## Клубна кар'єра
Народився 12 червня 1959 року в місті Верона. Вихованець футбольної школи клубу «Верона». Дорослу футбольну кар'єру розпочав 1978 року в основній команді того ж клубу, в якій провів два сезони, взявши участь у 43 матчах чемпіонату. 
Своєю грою за цю команду привернув увагу представників тренерського штабу клубу «Авелліно», до складу якого приєднався 1980 року. Відіграв за команду з Авелліно наступні три сезони своєї ігрової кар'єри. Більшість часу, проведеного у складі «Авелліно», був основним гравцем команди.
У 1983 році уклав контракт з клубом «Ювентус», у складі якого провів наступні два роки своєї кар'єри гравця.  Граючи у складі «Ювентуса» також здебільшого виходив на поле в основному складі команди. За цей час виборов титул чемпіона Італії, ставав переможцем Ліги чемпіонів УЄФА, володарем Кубка Кубків УЄФА, володарем Суперкубка УЄФА.
Протягом 1985—1986 років знову захищав кольори команди клубу «Верона».
З 1986 року знову, цього разу два сезони захищав кольори команди клубу «Ювентус». 
Протягом 1988—1990 років захищав кольори команди клубу «Емполі».
Завершив професійну ігрову кар'єру у клубі «Мантова», за команду якого виступав протягом 1991—1992 років.

## Виступи за збірну
У 1984 році залучався до складу молодіжної збірної Італії. На молодіжному рівні зіграв у 5 офіційних матчах, забив 2 голи.

## Титули і досягнення
- Чемпіон Італії (1):

«Ювентус»: 1983–84
- Переможець Ліги чемпіонів УЄФА (1):

«Ювентус»: 1984–85
- Володар Кубка Кубків УЄФА (1):

«Ювентус»: 1983–84
- Володар Суперкубка Європи (1):

«Ювентус»: 1984